# Porrima
Porrima, Arich nebo Gama Virginis (γ Vir/γ Virginis) je dvojhvězda v souhvězdí Panny sestávající ze dvou téměř stejně jasných hvězd. Kolem hlavní složky, hvězdy zdánlivé jasnosti 3,48m, obíhá hvězda o zdánlivé jasnosti 3,68m po eliptické dráze s velkou poloosou 37 AU jednou za 171,4 let. Obě hvězdy jsou trpaslíky spektrálního typu F0, třídy svítivosti V, s povrchovou teplotou 7 600 K. Na obloze ve vzdálenosti 53" je jejich optický průvodce, hvězda zdánlivé jasnosti 14,5m.
Systém je přibližně 38,6 světelných let od Slunce. Mimo období největšího přiblížení je oblíbeným objektem u amatérských astronomů; při největším přiblížení je pro rozeznání potřebné větší zařízení. Naposledy se obě složky nejvíce přiblížily v roce 2005; od té doby se od sebe opět vzdalují a v roce 2022 je úhlová vzdálenost opět 3,2".
Hvězda HR 4825 nese vlastní jméno Porrima (podle italské bohyně zrození), druhá hvězda HR 4826 nemá vlastní jméno.